# Zračna luka Dašt-e Naz
Zračna luka Dašt-e Naz (IATA kod: SRY, ICAO kod: OINZ) smještena je 14 km sjeveroistočno od grada Sarija u sjevernom dijelu Irana odnosno pokrajini Mazandaran. Nalazi se na nadmorskoj visini od 11 m. Zračna luka ima jednu asfaltiranu uzletno-sletnu stazu dužine 2648 m, a koristi se za tuzemne i inozemne letove. Zračni prijevoznici koji nude redovne letove u ovoj zračnoj luci uključuju Iran Air (iz/u: Bandar Abas, Mašhad, TeheranMehrabad, Bagdad, Damask), Iran Air Tours (iz/u: Mašhad), Iran Aseman Airlines (iz/u: Kermanšah, Širaz), Mahan Air (iz/u: TeheranMehrabad) i Saudi Arabian Airlines (iz/u: Džeda).

## Vanjske poveznice
- (engl.) [neaktivna poveznica]
- (engl.) DAFIF, Great Circle Mapper: SRY